# Quercus humboldtii
Quercus humboldtii är en bokväxtart som beskrevs av Aimé Bonpland. Quercus humboldtii ingår i släktet ekar, och familjen bokväxter. Inga underarter finns listade.

## Bildgalleri

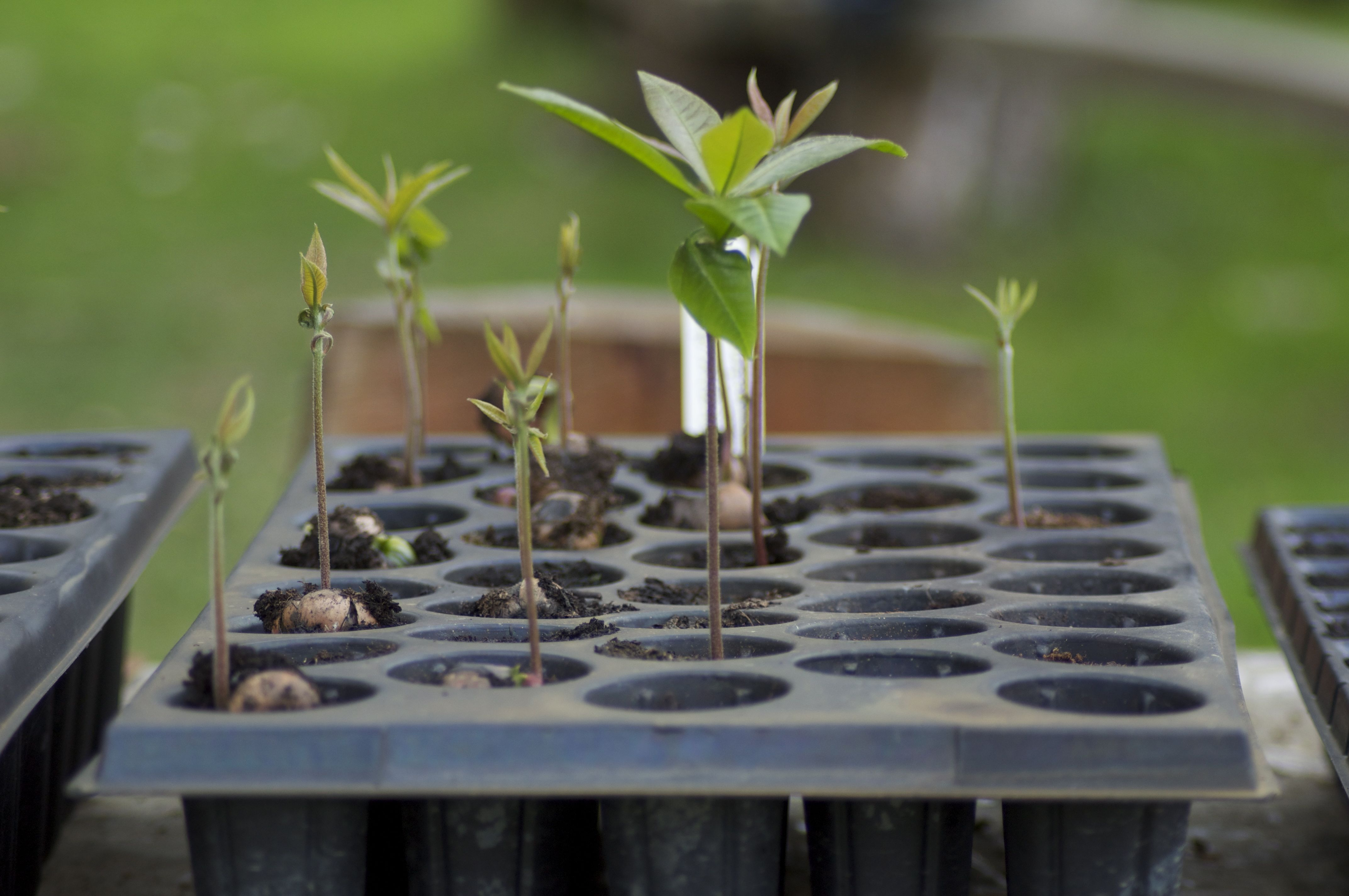
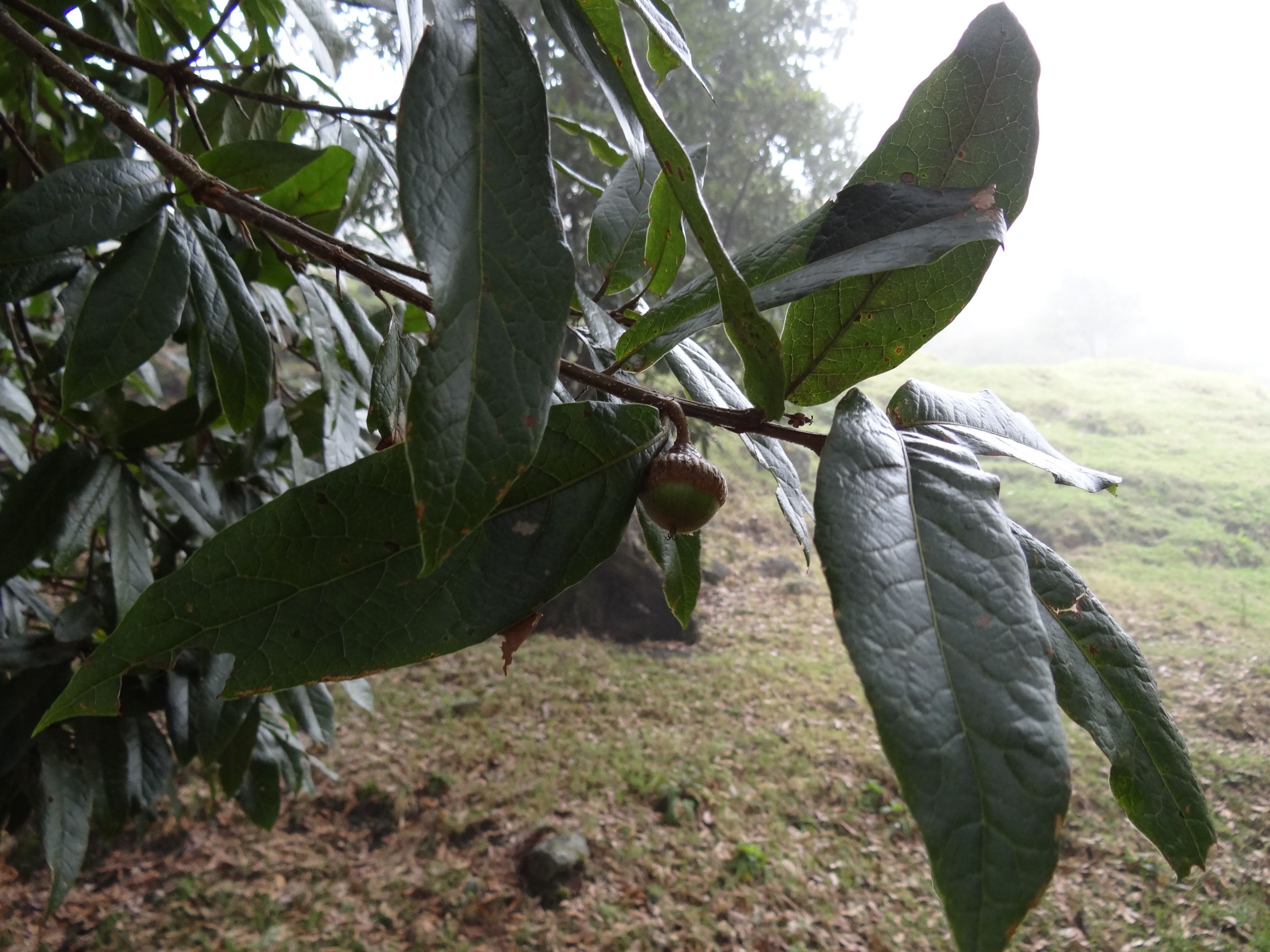
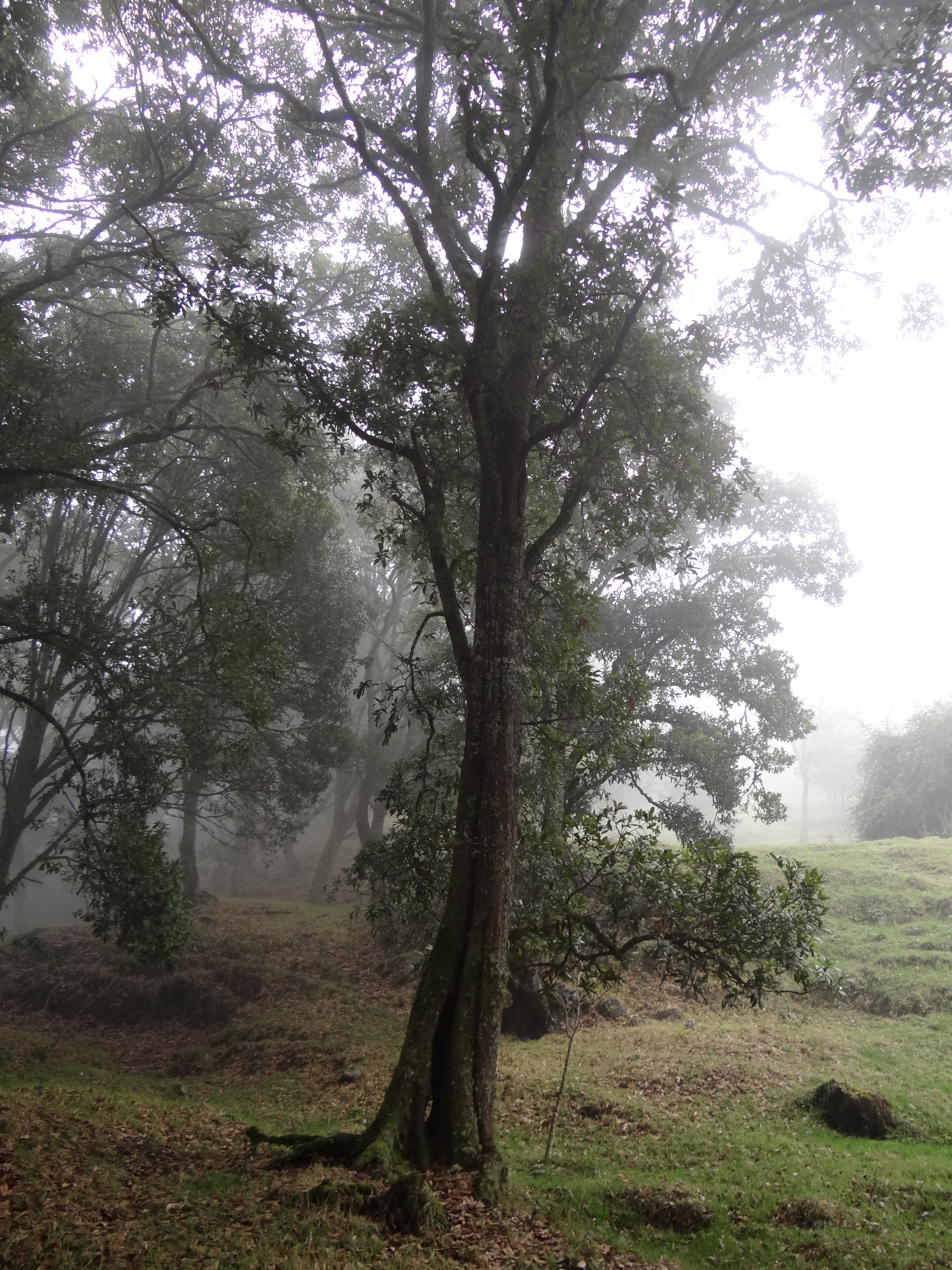